# GECT ArchiMed
ArchiMed, pour Archipel méditerranéen est un Groupement européen de coopération territoriale mis en place en 2009 entre différents partenaires européens présent autour de la mer Méditerranée.
Il vise à promouvoir les intérêts de ses membres partenaires vis-à-vis de l'Union européenne, à favoriser les échanges économiques, culturels et politiques entre et à mettre en œuvre des programmes, des projets et des actions de coopération territoriale dans le but de développer ces territoires insulaires.
Ce GECT s'intègre dans le cadre plus large du programme INTERREG européen Medocc inscrit dans le cadre de la Politique régionale de l'Union européenne.

## Domaines d'activités
Comme les autres GECT, la coopération est assurée concrètement sur le terrain par divers moyens et au travers de diverses activités :
- Développement rural (ces régions sont généralement au cœur des politiques de développement européen[3])
- Pêche (la mer méditerranée constitue un espace halieutique important pour ses riveraine[3])
- Transports (maritimes et aériens)
- Gestion durable des ressources naturelles
- Activités culturelles
- Migrations de population (notamment des travailleurs[4])
- Tourisme (première source de revenu pour les Baléares, la Sicile et la Sardaigne[3])
- Énergie
- Recherche scientifique et innovation

## Sources

## Compléments